# Heilig Hartbeeld (Diemen)
Het Heilig Hartbeeld is een standbeeld in de Nederlandse plaats Diemen.

## Achtergrond
Het Heilig Hartbeeld is gemaakt door beeldhouwer Jan Custers en staat op het plein bij de Sint-Petrus'-Bandenkerk aan de Hartveldseweg. Initiatiefnemer voor het beeld was pastoor Henricus (Hendrik) Verdegaal (1871-1931), die het op 4 augustus 1929 inzegende.

## Beschrijving
De staande bronzen Christusfiguur houdt zijn rechterhand zegenend opgeheven en wijst met zijn linkerhand naar voren. In zijn handen zijn de stigmata te zien en op zijn borst het Heilig Hart. Het beeld staat op een sokkel met de tekst 

KOMT ALLEN TOT MIJ

.